# Rhizomyia perplexa
Rhizomyia perplexa är en tvåvingeart som beskrevs av Jean-Jacques Kieffer 1898. Rhizomyia perplexa ingår i släktet Rhizomyia och familjen gallmyggor. Inga underarter finns listade i Catalogue of Life.